# Juan Tomás Oliver Climent
Juan Bautista Tomás Oliver Climent OFM (* 22. September 1951 in Carcaixent) ist ein spanischer römisch-katholischer Ordensgeistlicher und emeritierter Apostolischer Vikar von Requena.

## Leben
Juan Tomás Oliver Climent trat der Ordensgemeinschaft der Franziskaner bei, legte am 16. August 1972 die Profess ab und empfing am 18. August 1975 die Priesterweihe.
Papst Johannes Paul II. ernannte ihn am 27. Februar 2004 zum Koadjutorvikar von Requena und zum Titularbischof von Legis Volumni. Die Bischofsweihe spendete ihm der Erzbischof von Valencia, Agustín García-Gasco Vicente, am 6. Juni desselben Jahres; Mitkonsekratoren waren Odorico Sáiz OFM, emeritierter Apostolischer Vikar von Requena, und Victor de la Peña Pérez OFM, Apostolischer Vikar von Requena.
Mit dem Rücktritt Victor de la Peña Pérez’ folgte er ihm am 30. Juli 2005 als Apostolischer Vikar von Requena nach.
Papst Franziskus nahm am 4. Juni 2022 seinen vorzeitigen Rücktritt an.